# Veresegyházi-medence
Veresegyházi-medence este o arie protejată (arie specială de conservare — SAC, sit de importanță comunitară — SCI) din Ungaria întinsă pe o suprafață de 354,99 ha, integral pe uscat.

## Localizare
Centrul sitului Veresegyházi-medence este situat la coordonatele 47°37′24″N 19°17′24″E / 47.6233°N 19.29°E.

## Înființare
Situl Veresegyházi-medence a fost declarat sit de importanță comunitară în mai 2004 pentru a proteja 2 specii de plante și 12 specii de animale. Situl a fost protejat și ca arie specială de conservare în februarie 2010.

## Biodiversitate
Situată în ecoregiunea panonică, aria protejată conține 7 habitate naturale: Mlaștini calcaroase cu Cladium mariscus și specii de Caricion davallianae, Păduri aluvionare cu Alnus glutinosa și Fraxinus excelsior (Alno-Padion, Alnion incanae, Salicion albae), Mlaștini alcaline, Pajiști aluvionare inundabile, de Cnidion dubii, Liziere de ierburi înalte hidrofile de câmpie și de nivel montan până la alpin, Pajiști cu Molinia pe soluri calcaroase, turboase sau argilos-nămoloase (Molinion caeruleae), Stepe panonice nisipoase.
La baza desemnării sitului se află mai multe specii protejate:
- plante (2): Colchicum arenarium, Iris humilis subsp. arenaria
- amfibieni (1): buhai de baltă cu burta roșie (Bombina bombina)
- mamifere (1): vidră de râu (Lutra lutra)
- nevertebrate (8): Anisus vorticulus, Carabus hungaricus, Coenagrion ornatum, Cucujus cinnaberinus, fluturele purpuriu (Lycaena dispar), Maculinea teleius, Vertigo angustior, Vertigo moulinsiana
- pești (1): țigănuș (Umbra krameri)
- reptile (1): țestoasa de baltă (Emys orbicularis)

Pe lângă speciile protejate, pe teritoriul sitului au mai fost identificate 29 de specii de plante, 3 specii de păsări, 6 specii de amfibieni, 1 specie de nevertebrate, 3 specii de reptile.